# Saint-Germain-sur-Avre
Saint-Germain-sur-Avre és un municipi francès situat al departament de l'Eure i a la regió de Normandia. L'any 2007 tenia 1.207 habitants.

## Demografia

### Població
El 2007 la població de fet de Saint-Germain-sur-Avre era de 1.207 persones. Hi havia 424 famílies de les quals 68 eren unipersonals (32 homes vivint sols i 36 dones vivint soles), 142 parelles sense fills, 190 parelles amb fills i 24 famílies monoparentals amb fills.
La població ha evolucionat segons el següent gràfic:
Habitants censats

### Habitatges
El 2007 hi havia 507 habitatges, 431 eren l'habitatge principal de la família, 52 eren segones residències i 24 estaven desocupats. 494 eren cases i 9 eren apartaments. Dels 431 habitatges principals, 400 estaven ocupats pels seus propietaris, 24 estaven llogats i ocupats pels llogaters i 7 estaven cedits a títol gratuït; 3 tenien una cambra, 11 en tenien dues, 52 en tenien tres, 113 en tenien quatre i 252 en tenien cinc o més. 313 habitatges disposaven pel capbaix d'una plaça de pàrquing. A 149 habitatges hi havia un automòbil i a 258 n'hi havia dos o més.

### Piràmide de població
La piràmide de població per edats i sexe el 2009 era:
| Homes | Edats   | Dones |
| ----- | ------- | ----- |
| 0     | 95 o +  | 0     |
| 0     | 90 a 94 | 8     |
| 0     | 85 a 89 | 12    |
| 0     | 80 a 84 | 8     |
| 4     | 75 a 79 | 16    |
| 20    | 70 a 74 | 8     |
| 20    | 65 a 69 | 16    |
| 16    | 60 a 64 | 20    |
| 40    | 55 a 59 | 16    |
| 44    | 50 a 54 | 80    |
| 60    | 45 a 49 | 20    |
| 60    | 40 a 44 | 64    |
| 52    | 35 a 39 | 36    |
| 32    | 30 a 34 | 56    |
| 28    | 25 a 29 | 12    |
| 28    | 20 a 24 | 20    |
| 36    | 15 a 19 | 52    |
| 32    | 10 a 14 | 44    |
| 52    | 5 a 9   | 40    |
| 28    | 0 a 4   | 32    |

## Economia
El 2007 la població en edat de treballar era de 829 persones, 601 eren actives i 228 eren inactives. De les 601 persones actives 554 estaven ocupades (301 homes i 253 dones) i 48 estaven aturades (18 homes i 30 dones). De les 228 persones inactives 100 estaven jubilades, 85 estaven estudiant i 43 estaven classificades com a «altres inactius».

### Ingressos
El 2009 a Saint-Germain-sur-Avre hi havia 440 unitats fiscals que integraven 1.241,5 persones, la mediana anual d'ingressos fiscals per persona era de 19.617 €.

### Activitats econòmiques
Dels 24 establiments que hi havia el 2007, 1 era d'una empresa extractiva, 8 d'empreses de construcció, 5 d'empreses de comerç i reparació d'automòbils, 2 d'empreses de transport, 1 d'una empresa d'hostatgeria i restauració, 1 d'una empresa d'informació i comunicació, 4 d'empreses de serveis i 2 d'empreses classificades com a «altres activitats de serveis».
Dels 4 establiments de servei als particulars que hi havia el 2009, 2 eren paletes, 1 guixaire pintor i 1 lampisteria.
L'any 2000 a Saint-Germain-sur-Avre hi havia 12 explotacions agrícoles que ocupaven un total de 628 hectàrees.

## Equipaments sanitaris i escolars
El 2009 hi havia una escola elemental integrada dins d'un grup escolar amb les comunes properes formant una escola dispersa.

## Poblacions més properes
El següent diagrama mostra les poblacions més properes.